# Mischehendebatte im deutschen Reichstag
Die im Mai 1912 durchgeführte Mischehendebatte im Deutschen Reichstag diente der Vorbereitung einer gesetzlichen Regelung der gemischtrassigen Ehen und des Status der Nachkommen aus derartigen Sexualbeziehungen. Die Debatte belegt die rassenpolitischen Vorstellungen der damaligen deutschen Parteien im Hinblick auf die deutsche Kolonialpolitik und die Vorstufen des sich in der Zwischenkriegszeit verschärfenden Rassismus in der deutschen Gesellschaft. Die Debatte kann als Ausdruck einer damals international feststellbaren Tendenz zur Verschärfung der Schranken zwischen Kolonialherren und Kolonisierten gelten.

## Vorgeschichte
Schon zu Beginn des 20. Jahrhunderts hatten die deutschen Kolonialverwaltungen Mischehen zwischen Deutschen und Angehörigen einheimischer Völker in den Kolonien verboten. In Deutsch-Südwestafrika war schon 1905 ein Verbot der „standesamtlichen Eheschließung zwischen Weißen und Eingeborenen“ erfolgt, 1906 hatte sich der Gouverneur Deutsch-Ostafrikas bei solchen Ansuchen die persönliche Entscheidung vorbehalten. 1907 wurden in Deutsch-Südwestafrika auch die bereits vor dem Verbot geschlossenen Ehen für nichtig erklärt.
Der Reichstag wurde mit solchen auf dem Verordnungsweg erlassenen Regelungen nicht konfrontiert. Am 17. Januar 1912 setzte das Reichskolonialamt unter dem Staatssekretär Wilhelm Solf für Deutsch-Samoa neben dem Eheverbot auch noch eine Unterscheidung der Kinder in „legitime“ und „illegitime“ Mischlinge durch. Nur die bisher geborenen Kinder, die in Mischlingslisten eingetragen worden waren, hatten Anspruch auf Bürgerrechte und Unterhalt. Alle später geborenen Kinder, die ohnehin nicht ehelich sein konnten, galten als „illegitim“, ohne Ansprüche an ihre Väter oder deren Heimatland. Im März 1912 brachte die SPD in der Kommission für den Reichshaushaltsetat der Schutzgebiete den Antrag auf eine Legalisierung von Mischehen und für die Alimentationspflicht der aus Deutschland stammenden Väter auch für unehelich geborene Kinder in den Kolonien ein. Gleichzeitig wurde in einer Resolution der Bundesrat ersucht, einen Gesetzesentwurf zu erstellen, durch welchen das Verordnungsrecht im aus dem Jahr 1900 stammenden Schutzgebietsgesetz eingeengt und das Mitwirkungsrecht des Reichstags erweitert würde.

## Ablauf
In der 53. Sitzung der 13. Legislaturperiode des Reichstags, am 2. Mai 1912 eröffnete der Staatssekretär des Reichs-Kolonialamts, Wilhelm Solf, eine Grundsatzdebatte, indem er die „Mischlingsfrage“ und das Problem der „Mischehen“ in den deutschen Kolonien in dramatisierender Art im Reichstag zur Verhandlung stellte. Die „üblen Folgen der Mischehen“, so Solf, seien von allen Nationen erkannt worden, die ihr „kolonisatorischer Beruf in Berührung mit farbigen Völkern niederer Kultur und minderer Zivilisation“ gebracht habe. Als besonderes Beispiel nannte Solf die Vereinigten Staaten: „Missverstandene Humanität rächt sich, ebenso wie das würdelose Herabsteigen zur niederen Rasse.“ Er sei „selbstverständlich gegen die Sklaverei“, aber „der Neger“ habe sich „in den alten, patriarchalischen Verhältnissen in den Südstaaten besser gefühlt als er sich jetzt innerlich, als Mensch, fühlen muß“. Heute könne „der Neger“ sogar „Präsident werden, wenn er nicht vorher gelyncht“ werde. Solf meinte, dass die Lynchjustiz in den USA so lange bestehen bleiben werde, „bis Staatsgesetz und Volksempfinden im Einklang steht“. Anschließend appellierte Solf an die (ausschließlich männlichen) Abgeordneten, sich zu überlegen, ob sie sich „schwarze Schwiegertöchter“ und „wollhaarige Enkel“ wünschten. Die Deutsche Kolonialgesellschaft gebe jährlich 50.000 Mark dafür aus, dass „weiße Mädchen“ nach Südwestafrika geschickt werden. Solf argumentierte „Wollen Sie, daß diese weißen Mädchen mit Hereros, mit Hottentotten und Bastarden zurückkehren als Gatten?“ Solf resümierte seinen Standpunkt mit den Worten: „Wir sind Deutsche, wir sind Weiße und wollen Deutsche bleiben.“ Gegenüber den „Farbigen“ sei „auch der Proletarier Herr“. Solf wandte sich deshalb ausdrücklich an die seit 1912 stärkste Reichstagsfraktion, die Sozialdemokraten, mit der Bitte um Unterstützung, und zwar mit dem Argument, nicht der „Wohlhabende“ komme „draußen“ in die Versuchung, eine „eingeborene Frau zu heiraten“, sondern der „arme Mann, der kleine Mann“.
Wilhelm Solf, der als Gouverneur von Deutsch-Samoa (1900–1911) als eher liberal und verständnisvoll galt, fand aber nicht die gewünschte breite Zustimmung. Georg Ledebour von der SPD konterte, dass es Solf nicht hauptsächlich um die Institution der Ehe gehe, sondern um die Legitimität der Mischlinge. Er meinte in seiner Antwortrede, „sobald diese jungen Leute im kräftigsten Lebensalter in Berührung mit den unterworfenen Völkern kommen, wo sie keine oder nur so wenig weiße Frauen haben, dass sie überhaupt nicht in die Ehe eintreten können“, entstünden als „unvermeidliches Ergebnis“ in „allen Kolonien, nicht nur in denen Deutschlands“, Mischlinge. Um die Rassenmischung zu vermeiden, müsse man „die Kolonien aufgeben“, während Solf nur den „Geschlechtsverkehr ausrotten“ wolle. Ledebour kritisierte das Mischeheverbot spezifisch mit Bezug auf Samoa, wo es etwa 80 Mischehen gebe. Gerade weil die Samoaner kulturell den Weißen näher stünden als die „Hottentotten“ oder Herero, habe sich bei ihnen auch der „Geschlechtsverkehr“ auf eine „höhere Stufe erhoben“. Ledebour unterstellte Solf, dieser befürchte, dass durch das „Einströmen des weißen Blutes“ in Samoa eine „Bevölkerung“ heranwachse, „teils weißen, teils samoanischen Blutes“, die „genau wie die Bastards in Südwestafrika, die aus der Vermischung von Holländern und Hottentotten“ hervorgegangen sind, die „Widerstandskraft der Eingeborenen“ verstärke. Damit nahm Ledebour ein Argument von Friedrich von Lindequist auf, dem Gouverneur von Deutsch-Südwestafrika, der 1906 in einer Denkschrift zur Siedlungspolitik vor der „Anzahl von Mischverbindungen“ und den „üblen Folgen der Rassenvermischung“ gewarnt hatte, „weil in Südafrika die weiße Minderheit sich durch die Reinhaltung ihrer Rasse in ihrer Herrschaft über die Farbigen behaupten“ müsse.
Ledebour positionierte sich zwar als Kritiker der „kapitalistischen Kolonialpolitik“ und ihres „Bedürfnisses“, die Weißen als ein „Herrenvolk gesondert von den Eingeborenen zu erhalten“ und über sie „dominieren zu lassen“, sah es aber auch „nicht als einen wünschenswerten Zustand“, „wenn Ehen zwischen Eingeborenen und Weißen geschlossen werden oder wenn da ein außerehelicher Geschlechtsverkehr, aus dem Mischlinge hervorgehen“, stattfinde. Er „entrüstete“ sich sogar darüber, dass „weiße Frauen hier in Deutschland mit Negern angebandelt“ hätten. Und er wies auf die „unerfreuliche“ Tatsache hin, dass „gewisse Frauen“ für „exotische Völkerschaften“ eine „perverse Neigung“ bekundeten, was Ledebour als Phänomen bürgerlicher Dekadenz wertete.
Der Abgeordnete Carl Braband (Freisinnige Volkspartei, FVP) kritisierte im weiteren Verlauf der Debatte, dass in den Großstädten bei „Vorführungen exotischer Trupps von Nubiern, Negern, Singhalesen“ „weiße Frauen sich den fremden Gästen geradezu an den Hals geworfen“ hätten. Braband lehnte Mischehen und die aus ihnen erwachsenden Mischlinge als gleichsam pathologisches Phänomen ab und befürwortete im gleichen Atemzug auch die „Verhinderung“ von „Ehen zwischen Personen, die schwere ansteckende und vererbliche Krankheiten“ haben. Angesichts des weißen Männerüberschusses in den Kolonien konzedierte Braband zwar die Unvermeidbarkeit „geschlechtlicher Vermischung“ zwischen Kolonisten und „farbigen Frauen“. Auch er sah das „Anwachsen der Mischlingsrasse“ aber als „Gefahr“, der die deutschen „Kulturmenschen“ nur durch „sorgfältige Überwachung der Erziehung der Mischlinge“ begegnen könnten.
Der nationalliberale Reichstagsabgeordnete Karl von Richthofen-Damsdorf sah „Geschlechtsverbindungen zwischen Weißen und Farbigen“ sogar als „sexuelle Immoralität“, die nicht mit einem „Siegel“ auch noch „staatlich sanktioniert“ werden dürfe.
Der freikonservative, evangelische Pastor Johannes Zürn, Deutsche Reichspartei, formulierte die These, dass „Kinder, die aus Mischehen hervorgehen, sich nach der schlechten Seite hin“ entwickelten. Er berief sich auf das „gesunde nationale Rassenbewußtsein“ und wandte sich ebenfalls gegen „jede Erleichterung der Rassenmischung in unseren Kolonien“.
Ähnlich der konservative Abgeordnete Karl von Böhlendorff-Kölpin, der eine „scharfe Trennung“ der Rassen und eine „Erziehung unserer Kolonialbürger“ gegen „Mischehen“ und „Konkubinatsleben“ verlangte. Selbst der „Chef der katholischen Mission in Südwestafrika“ hätte im Vergleich mit diesen „unsittlichen“ Praktiken „Bordelle“ als das „kleinere Übel“ bezeichnet.
Der christlich-soziale Parlamentarier Reinhard Mumm von der Wirtschaftlichen Vereinigung kritisierte, dass ein „gewisser weiblicher Aushub“ in den „Großstädten sich mit Schwarzen abgibt“, und forderte als „schärfste Reaktion“ die Verankerung der Ablehnung derartiger „Rassenschande“ im „Volksbewußtein“. Die Christlichsozialen sahen allerdings ein Mischehenverbot als ineffektiv an, da die anderen Kolonialmächte ein solches Verbot nicht aufzuweisen hätten und somit eine Heirat in den angrenzenden Kolonien Frankreichs oder Englands leicht möglich wäre. Mumm vertrat daher die Position, die „Ehe zwischen Weißen in den Kolonien“ zu fördern und nur „verheiratete Beamte in die Kolonien“ zu entsenden.
Eduard David, ein Anhänger des Revisionismus in der Sozialdemokratie, vertrat nahezu als einziger eine entspanntere und weniger rassistische Position. Er verwies darauf, dass speziell die Samoaner ein „ganz hervorragend schönes und gesundes Volk“ seien. Man könne hier Erscheinungen finden, die als „typische Schönheiten des menschlichen Geschlechts“ gelten müssten. Das „Rassegefühl“ versage hier, beziehungsweise es verkehre sich in das Gefühl, dass „mancher Weiße“ seine Nachkommenschaft in einer solchen Beziehung nicht „degradieren“, sondern „aufbessern“ könne. David meinte allerdings: „Auch wir wünschen nicht, daß planlos Mischbevölkerung erzeugt wird“.
Auch der Zentrumsabgeordnete Adolf Gröber huldigte in der Debatte der „Schönheit“. Er zeigte im Reichstag Bilder eines „Bastardmädchens“ und von Samoanerinnen und kommentierte: „recht hübsch, hübscher sind sie bei uns auch nicht“. Das Zentrum trat für die „Zulässigkeit der Rassenmischehen“ ein, nicht zuletzt wegen ihrer geringen zahlenmäßigen Bedeutung. Laut „neuesten Berichten“ aus den Jahren 1907 und 1908 gäbe es in den Kolonien Neuguinea 34 „in Mischehe lebende Personen“ und 170 Mischlinge; in Samoa 90 Mischehen und 938 Mischlinge; in Südwestafrika 42 Mischehen und 3595 Mischlinge – wobei die so genannten Rehobother bei der „Niederschlagung des Aufruhrs“ der Herero und Nama (Aufstand der Herero und Nama) mit „Treue und Tüchtigkeit“ mitgewirkt hätten.
Matthias Erzberger, der führende Repräsentant des katholischen Zentrums, trat in der Debatte des Jahres 1912 ebenfalls eindeutig „gegen die Vermehrung der Mischlinge“ auf. „99 Prozent aller Mischlinge in den Kolonien“ stammten allerdings aus dem „außerehelichen Geschlechtsverkehr“. Also sei es unlogisch, die Mischehe zu verbieten. Wer das „Mischlingswesen bekämpfen“ wolle, müsse in erster Linie gegen die „Konkubinatsverhältnisse“ vorgehen. Wer aber die Ehe verbiete, fördere das Konkubinat.

## Ergebnis
Zum Abschluss der Debatte verabschiedete der Reichstag am 8. Mai 1912 eine Resolution, die von der Regierung die Einbringung eines Gesetzentwurfes forderte, um die „Gültigkeit der Ehen zwischen Weißen und Eingeborenen in allen deutschen Schutzgebieten sicher[zu]stellen“ und die Rechte der unehelichen Kinder zu bestimmen. Dafür stimmten Sozialdemokraten, Zentrum und Teile der Freisinnigen Volkspartei; insgesamt ergab die Abstimmung 203 Stimmen gegen 133 bei einer Enthaltung. Das eingeforderte Gesetz sollte jedoch nie zustande kommen. Zwei Jahre später brach der Erste Weltkrieg aus, an dessen Ende Deutschland seine Kolonien einbüßte.

## Quelle
- Verhandlungen des Reichstags, 53. bis 56. Sitzung vom 2., 3., 7. und 8. Mai 1912, S. 1648–1747, digitalisiert vorhanden.